# Gegenbauer (Unternehmen)
Die Gegenbauer Holding SE & Co. KG mit Sitz in Berlin war ein Dienstleistungsunternehmen im Bereich Facilitymanagement und Gebäudemanagement, welches im Juli 2023 mit der Apleona Group fusionierte.

## Geschichte

### 20. Jahrhundert

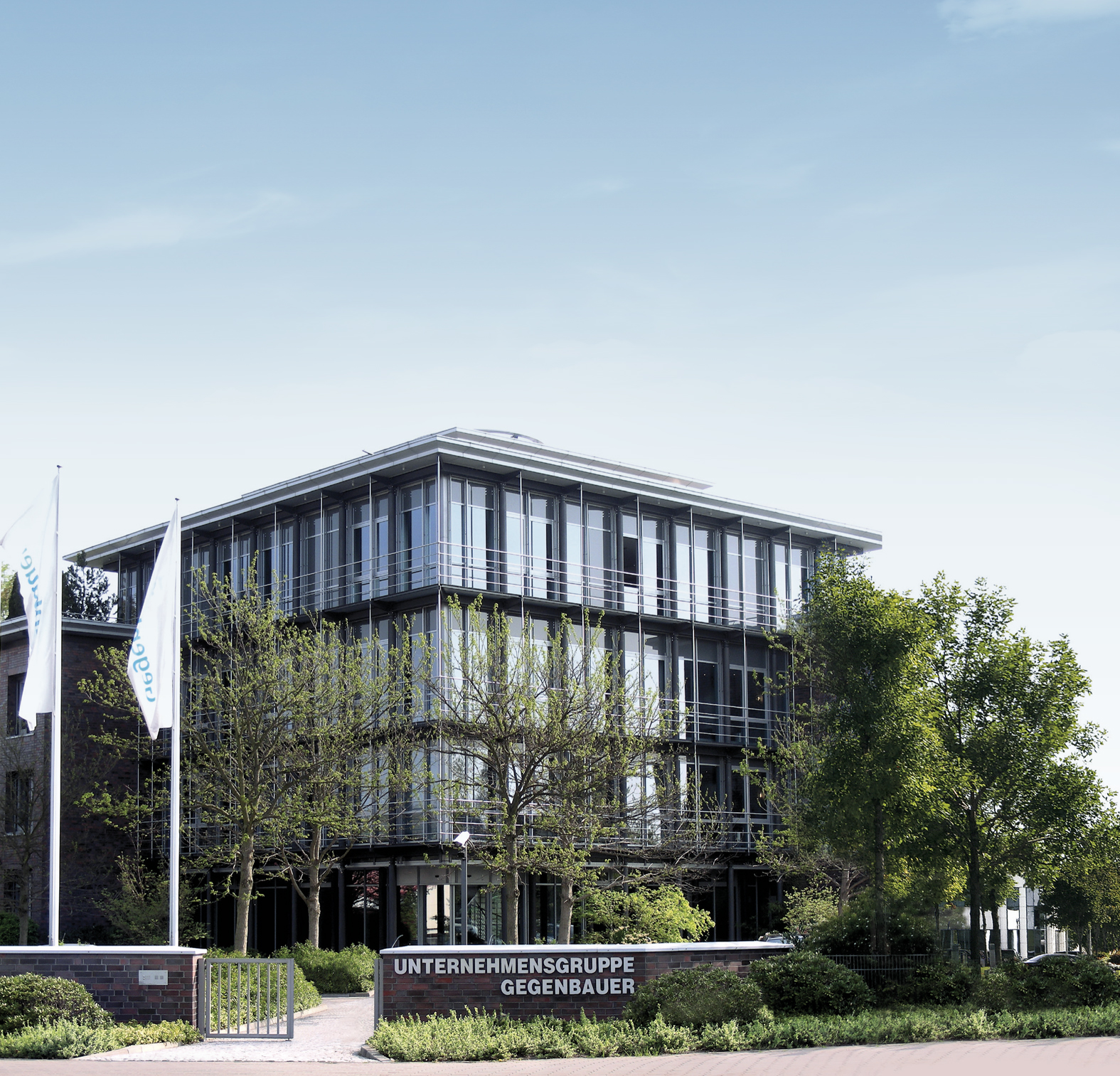
Hauptverwaltungssitz der Unternehmensgruppe Gegenbauer in Birkenwerder bei Berlin

Carl Gegenbauer, Unternehmensgründer

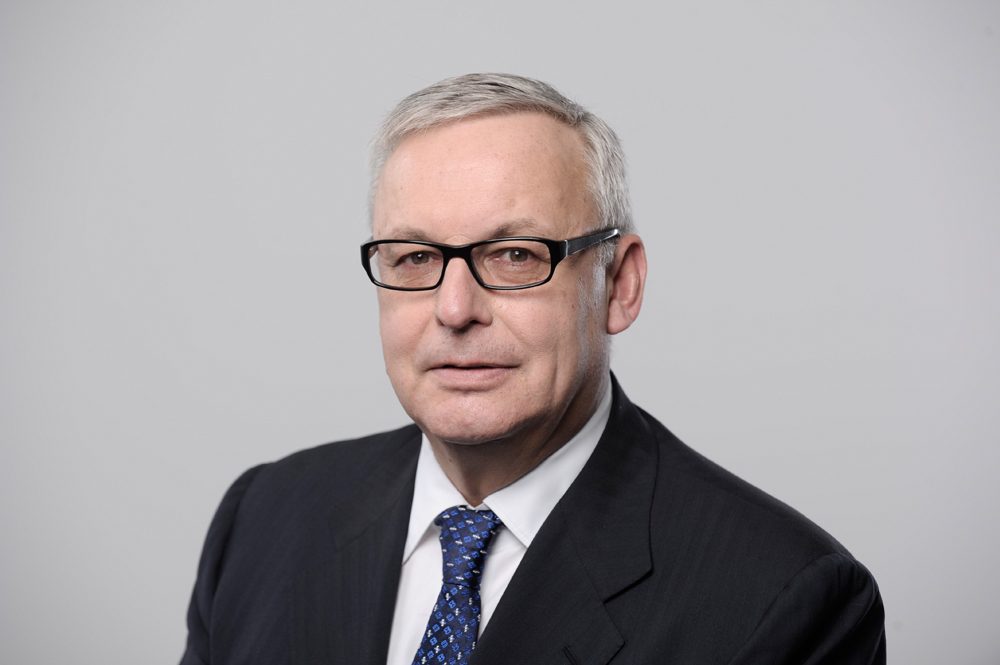
Werner Gegenbauer, Ehrenvorsitzender

1925 gründete der gebürtige Allgäuer Carl Gegenbauer ein Unternehmen für Glas- und Messingreinigung in Berlin. 
1952 wurde in Stuttgart ein zweiter Unternehmensstandort aufgebaut. Während der 1970er und 1980er Jahre expandierte das Unternehmen durch Neugründungen und Firmenakquisitionen in Deutschland. 
1986 übernahm der Sohn des Gründers, Werner Gegenbauer, die Führung der Unternehmensgruppe und baute neue eigenständige Geschäftsfelder bzw. Fachunternehmen auf, wie beispielsweise Sicherheitsdienste oder Facilitymanagement für das Gesundheitswesen und die Wohnungswirtschaft. So wurde 1997 unter anderem die Velomax Berlin Hallenbetriebs GmbH gegründet, die die Berliner Multifunktionshallen Velodrom und Max-Schmeling-Halle betreibt.

### 21. Jahrhundert
2001 übernahm die zu diesem Zeitpunkt zum Energiekonzern EnBW gehörende Salamander AG 77 Prozent der Unternehmensgruppe im Rahmen einer Mehrheitsbeteiligung.
2003 erhöhte ein Konsortium der seinerzeitigen Minderheitsgesellschafter um Werner Gegenbauer und den Vorstandsvorsitzenden Christian Lewandowski ihre Gesellschaftsanteile wiederum auf 51 Prozent. 
2005 expandierte die Unternehmensgruppe weiter und übernahm unter anderem durch die Gegenbauer Location Management & Services GmbH die Betreiberverantwortung der Rittal Arena Wetzlar. Seit August 2006 betreibt das Unternehmen auch die Rhein-Sieg-Halle in Siegburg.
2009 trennte sich die EnBW Energie Baden-Württemberg AG wie geplant von ihrer 49-prozentigen Beteiligung an den Geschäftsanteilen der Unternehmensgruppe Gegenbauer. Die Mehrheitsgesellschafter um den Aufsichtsratsvorsitzenden Werner Gegenbauer erwarben diese Anteile. Die Unternehmensgruppe Gegenbauer ist damit einer der größten inhabergeführten Anbieter der Facility-Management-Branche. Gegenbauer ist heute in allen wirtschaftlichen Ballungsräumen Deutschlands aktiv.
Im November 2016 wurde bekannt gegeben, dass die Gegenbauer Holding 90 % der bisher von der Georgsmarienhütte Holding GmbH (Georgsmarienhütte) gehaltenen Geschäftsanteile an der RGM Holding GmbH (Dortmund) rückwirkend zum 1. Januar 2016 übernimmt. Die Fusion beider Unternehmen wurde durch die Neuordnung der Geschäftsfelder des bisherigen Mehrheitsgesellschafters der RGM möglich, der sich zukünftig auf das Kerngeschäft Stahlerzeugung und -verarbeitung sowie Schmiede- und Gusstechnik konzentrieren wird. Die verbundenen Unternehmen mit rund 17.000 Beschäftigten erwirtschaften rund 660 Millionen Euro.
Anfang März 2023 gaben Gegenbauer und Apleona ihre Fusion bekannt. Demnach beteiligen sich die Gesellschafter des Unternehmens Gegenbauer mit 20 % an Apleona, wobei Gegenbauer in Apleona aufgehen wird.

## Organisation
Die Unternehmensgruppe Gegenbauer agiert in fünf Spartengesellschaften mit insgesamt sechs Geschäftsbereichen. Letztere bestehen aus: Industrial & Public Facility Management, Gebäudereinigung, Property Services, Health Care, Location Management sowie den Sicherheitsdiensten.
Gegenbauer ist an allen wirtschaftlichen Ballungszentren Deutschlands sowie an den Standorten Krakau, Breslau und Warschau (Polen) vertreten.

### Geschäftsbereiche

#### Unternehmensbereich Facility Management
Der Unternehmensbereich Facility Management besteht aus dem Integriertem Facility Management mit dem Technisches Facility Management (Betriebsführung, Verfolgung technischer Gewährleistung, Contracting-Konzepte, Energiemanagement u. a.), dem Kaufmännischen Facility Management (Flächenmanagement, Objektbuchhaltung, Vertragsmanagement, Projektmanagement, Beschaffungsmanagement, Kostenplanung und Kostenkontrolle) und dem Infrastrukturellen Facility Management (Gebäudereinigung, Hausmeisterservices, Garten- und Landschaftsbau, Abfallentsorgung, Winterdienste, Wertstofftrennung, diverse Sonderdienstleistung (bspw. Parkraumbewirtschaftung und Botendienste)).
Der Bereich beinhaltet des Weiteren die sog. Property Services bestehend aus drei Spezialisierungen: 1. Infrastrukturelle Dienste (Hausmeister- sowie Haustechnikerservices, Hausreinigung, Ablese- und Auswertungsdienste, Winterdienste sowie Garten- und Landschaftsbau); 2. Technische Services (Reparaturmanagement, Instandsetzung/Instandhaltung, Sanierung, Wartung technischer Anlagen, Trinkwasserhygiene, Schimmelsanierung etc.); 3. Mieter Services (24h-Mieterhotline, Notrufzentralen, haushaltsnahe Dienstleistungen).
Des Weiteren ergänzen die Fachbereiche Health Care (mit Leistungen in den Bereichen technische und infrastrukturelle Dienste, Beratung und Management, Gemeinschaftsunternehmen) sowie Location Management & Services (Betrieb von Veranstaltungsstätten, Veranstaltungsmanagement, Facility Management, Ticketservice) das Portfolio des Unternehmensbereiches Facility Management.

#### Unternehmensbereich Facility Services
Der Unternehmensbereich Facility Services besteht aus den Fachbereichen Gebäudereinigung und Sicherheitsdienst. 
Der Geschäftsbereich Gebäudereinigung umfasst ein Spektrum von Unterhaltsreinigung, über Glas- sowie Fassadenreinigung bis hin zu Industriereinigung und Sonderreinigungen. Unter dem Namen Clean & Green bewirbt Gegenbauer Reinigungsdienstleistungen mit biologisch abbaubaren Reinigungsmitteln und emissions- und verbrauchsarmen Reinigungsgeräten.
Die Gegenbauer Sicherheitsdienste hat ein Leistungsportfolio von der Objektsicherung, den Betrieb von Leitzentralen über Maßnahmen zum Brandschutz bis hin zu einer Notruf- und Serviceleitstelle. Darüber hinaus gehören Veranstaltungsdienstleistungen sowie Beratungen zu Sicherheitsthemen zu den angebotenen Leistungen.

### Personalpolitik und Ausbildung
Mit rund 300 Auszubildenden deutschlandweit, wovon 200 in der Hauptstadtregion tätig sind, wurde das Unternehmen 2011 als bester Berliner Ausbildungsbetrieb ausgezeichnet. Die Übernahmequote Auszubildender des Unternehmens beträgt über 80 Prozent. Daneben liegt ein Fokus der Personalpolitik bei Gegenbauer auf einem ausgeglichenen Anteil älterer Mitarbeiter und jüngeren Nachwuchskräften, was zur Auszeichnung „Unternehmen mit Weitblick“ im Jahr 2010 führte.
2021 begannen über 120 neue Auszubildende in neun Ausbildungsberufen deutschlandweit. Eine Ausbildung ist sowohl im gewerblichen, technischen als auch kaufmännischen Bereich möglich. Die Top-3 der Ausbildungsberufe bei Gegenbauer sind: Gebäudereiniger, Service- und Fachkräfte für Schutz und Sicherheit und Elektroniker für Energie- und Gebäudetechnik.

## Sonstiges
Seit 2007 ist die Unternehmensgruppe Gegenbauer offiziell Unterzeichner der Charta der Vielfalt und bekennt sich damit zu Anerkennung, Wertschätzung und der Einbeziehung von Vielfalt in die Unternehmenskultur. Mit Mitarbeitenden aus über 100 Nationen in über 70 Berufen zählt Gegenbauer zu einem der vielfältigsten Unternehmen in Deutschland.